# Peter Kyle (Politiker)

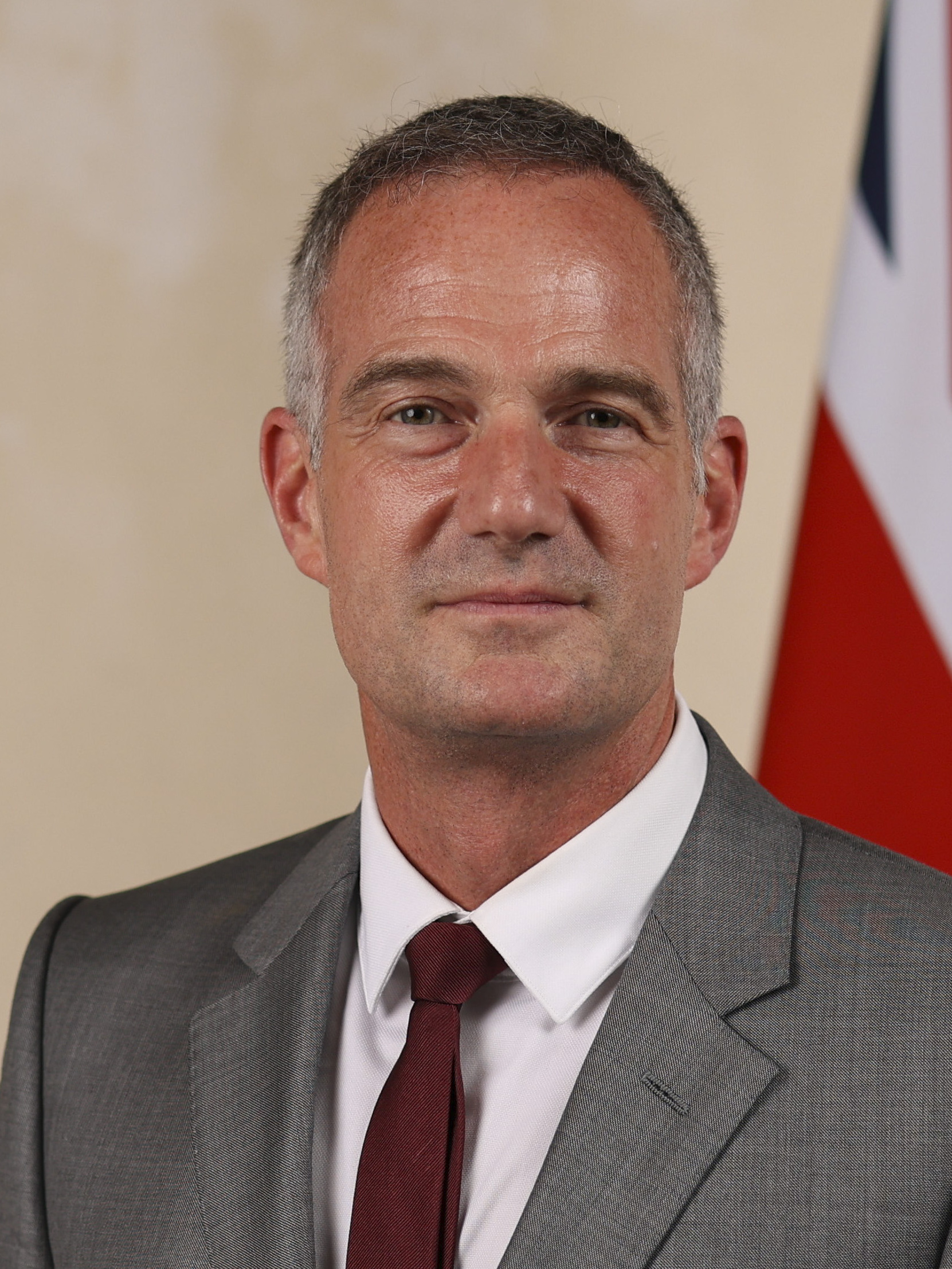
Peter Kyle, 2024

Peter Kyle (* 9. September 1970) ist ein britischer Politiker der Labour Party.

## Leben
Kyle studierte Wirtschaftswissenschaften an der University of Sussex. Kyle war Mitgründer des Unternehmens Fat Sand. Er ist seit 2015 Abgeordneter im House of Commons. Über 15 Jahre wohnte Kyle in Hove.
Am 5. Juli 2024 wurde Kyle nach der Britischen Unterhauswahl 2024 im Kabinett Starmer zum Wissenschaftsminister im Vereinigten Königreich ernannt.